# Kutassy Endre
Kutassy Endre, Kutassy Endre Alajos (Hajdúböszörmény, 1898. szeptember 9. – Budapest, 1938. május 24.) paleozoológus.

## Életútja
Kutassy Miklós és Szémán Ilona fia. Budapesten járt egyetemre, 1922-ben kapta meg bölcsészdoktori oklevelét. 1924-ben tanársegéd, 1928-ban az egyetemi Földtani Intézet adjunktusa, majd 1929-ben magántanár lett. 1937-ben címzetes nyilvános rendkívül tanárrá nevezték ki. Halálát szívbénulás, tüdődaganat, tüdőtályog okozta. Felesége Bobai Julianna Karolina volt.

## Fontosabb munkái
- Ősmaradványok gyűjtése és konzerválása (Bp., 1927)
- A Junk-féle Fossilium Catalogusban három kötetet írt a mezozoos gerinctelenekről (1932–34)
- Triászkori faunák a Bihar hegységből (I. Gastropodák, Bp., 1937)